# Library Hall (Philadelphie)

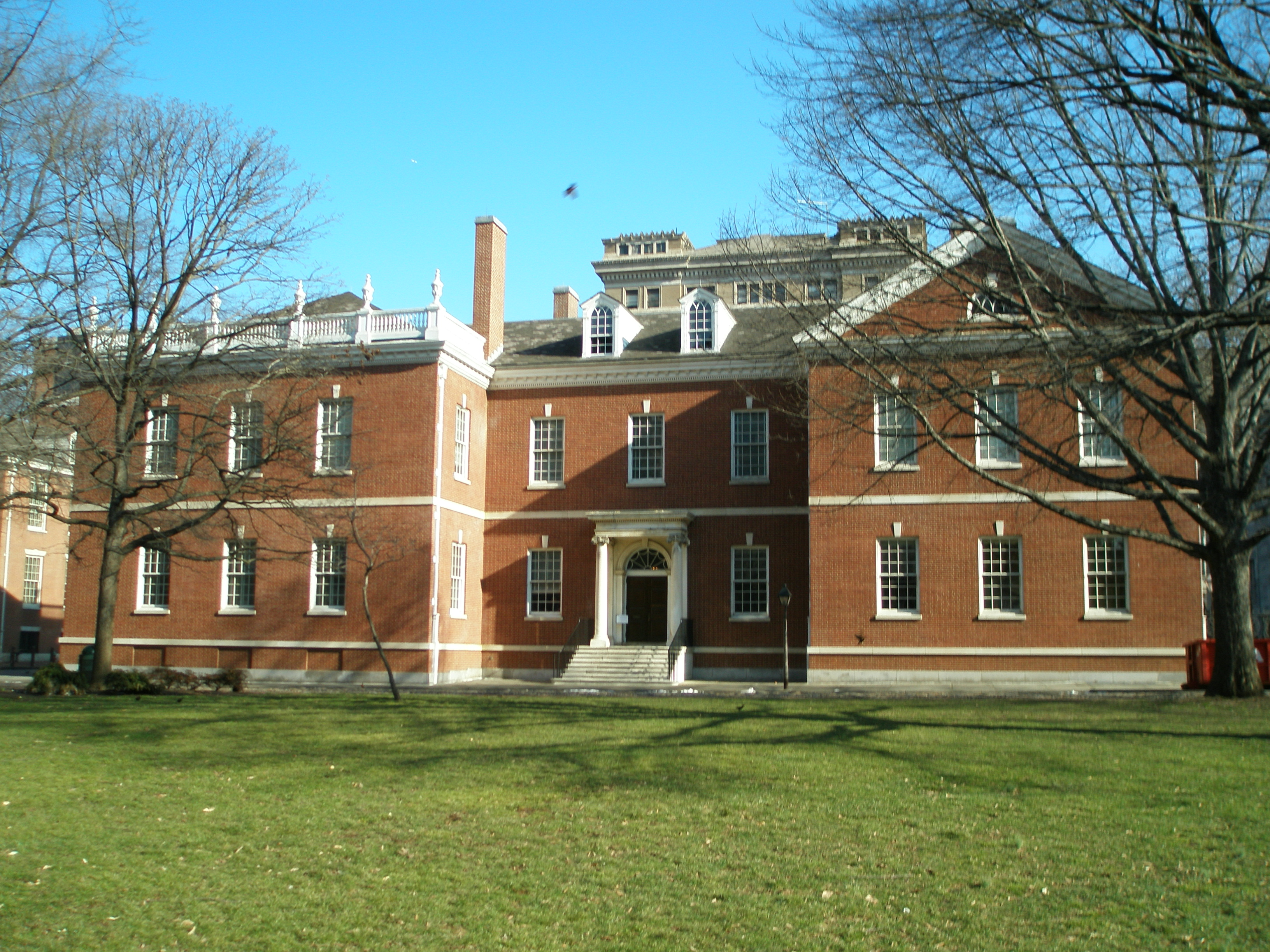
Library Hall

Library Hall est un bâtiment de la ville de Philadelphie, sur la côte est des États-Unis. Il fut construit en pour accueillir la Library Company of Philadelphia fondée par Benjamin Franklin en 1731. Elle fit office de bibliothèque du Congrès pendant la révolution américaine.
Le bâtiment fut démoli à la fin XIXe siècle et reconstruit dans les années 1950 sur son site originel.